# Stuhlurteil
Als Stuhlurteil werden Gerichtsurteile bezeichnet, die unmittelbar im Anschluss an die mündliche Verhandlung verkündet werden. Bei deutschen Gerichten sind in bestimmten Gerichten Stuhlurteile üblich.
Stuhlurteile sind üblich
- bei den Amtsgerichten in Ordnungswidrigkeiten- und Strafsachen,
- bei den Sozialgerichten,
- bei den Arbeitsgerichten in der Form der Verkündung am Ende des Sitzungstages.

In Zivilsachen sind Stuhlurteile eher unüblich, kommen aber ebenfalls vor.
Ergeht ein Urteil nicht als Stuhlurteil, muss es in einem gesonderten Verkündungstermin verkündet oder (sofern dies zulässig ist) an Verkündung statt zugestellt werden.